# Квинт, Филипп
Филипп Александрович Квинт (англ. Philippe Quint; род. 1974) — американский скрипач российского происхождения. Сын композиторов Лоры Квинт и Александра Журбина.

## Биография
Учился в Москве у Андрея Корсакова. С 1991 года в США, окончил Джульярдскую школу (1998), где занимался у Дороти Делэй, Феликса Галимира, Масао Кавасаки.
В 2001 году записал первый альбом — концерт для скрипки с оркестром Уильяма Шумана, номинированный на премию «Грэмми». В дальнейшем также уделял особое внимание современной американской музыке, записав, в частности, «Серенаду» Леонарда Бернстайна, скрипичный концерт Неда Рорема (с Ливерпульским филармоническим оркестром, все сочинения для скрипки и фортепиано Миклоша Рожи (с Уильямом Вольфрамом) и Лукаса Фосса (в ансамбле с автором). В то же время Квинту не чужд романтический репертуар: среди заметных его записей — концерты Шарля де Берио и сочинения Николо Паганини.
С августа 2010 года Филипп Квинт играет на скрипке «Руби» Страдивари, предоставленной обществом Страдивари в Чикаго.